# Nelling
Nelling [nɛlɛ̃] est une commune française située dans le département de la Moselle et le bassin de vie de la Moselle-Est, en région Grand Est.

## Géographie

### Communes limitrophes
| Gréning | Petit-Tenquin |              |
| Léning  | Nelling       | Kappelkinger |
| Réning  |               | Insming      |

### Écarts et lieux-dits
Petit Rohrbach.

### Hydrographie
La commune est située dans le bassin versant du Rhin au sein du bassin Rhin-Meuse. Elle est drainée par l'Albe, le ruisseau le Buschbach et le ruisseau le Matzengraben.
L'Albe, d'une longueur totale de 33,3 km, prend sa source dans la commune de Rodalbe et se jette  dans la Sarre à Sarralbe, après avoir traversé douze communes.
Le Buschbach, d'une longueur totale de 15,3 km, prend sa source dans la commune de Altrippe et se jette  dans l'Albe en limite de Kappelkinger et de Nelling, après avoir traversé huit communes.

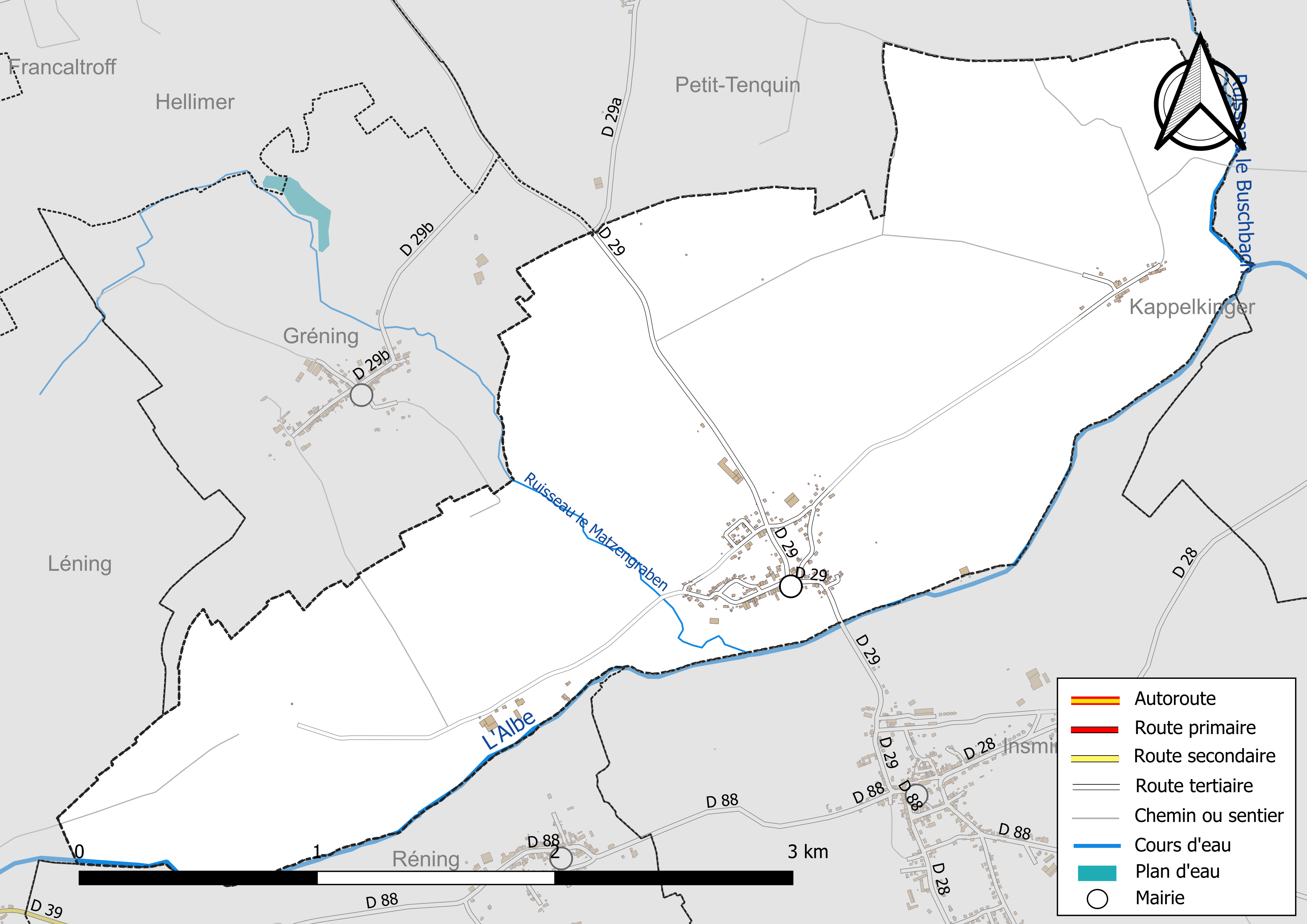
Réseaux hydrographique et routier de Nelling.

La qualité des eaux des principaux cours d’eau de la commune, notamment de l'Albe et du ruisseau le Buschbach, peut être consultée sur un site spécial géré par les agences de l’eau et l’Agence française pour la biodiversité.

### Climat
Pour des articles plus généraux, voir Climat du Grand Est et Climat de la Moselle.
En 2010, le climat de la commune est de type climat des marges montargnardes, selon une étude du Centre national de la recherche scientifique s'appuyant sur une série de données couvrant la période 1971-2000. En 2020, Météo-France publie une typologie des climats de la France métropolitaine dans laquelle la commune est exposée à un climat semi-continental et est dans une zone de transition entre les régions climatiques « Lorraine, plateau de Langres, Morvan » et « Vosges ». 
Pour la période 1971-2000, la température annuelle moyenne est de 10 °C, avec une amplitude thermique annuelle de 17,1 °C. Le cumul annuel moyen de précipitations est de 771 mm, avec 11,9 jours de précipitations en janvier et 8,9 jours en juillet. Pour la période 1991-2020, la température moyenne annuelle observée sur la station météorologique de Météo-France la plus proche, « Kappelkinger_sapc », sur la commune de Kappelkinger à 3 km à vol d'oiseau, est de 10,6 °C et le cumul annuel moyen de précipitations est de 772,6 mm. 
La température maximale relevée sur cette station est de 38,8 °C, atteinte le 25 juillet 2019 ; la température minimale est de −19,6 °C, atteinte le 26 décembre 2010,,. 
Les paramètres climatiques de la commune ont été estimés pour le milieu du siècle (2041-2070) selon différents scénarios d'émission de gaz à effet de serre à partir des nouvelles projections climatiques de référence DRIAS-2020. Ils sont consultables sur un site spécial publié par Météo-France en novembre 2022.

## Urbanisme

### Typologie
Au 1er janvier 2024, Nelling est catégorisée commune rurale à habitat dispersé, selon la nouvelle grille communale de densité à sept niveaux définie par l'Insee en 2022.
Elle est située hors unité urbaine et hors attraction des villes,.

### Occupation des sols
L'occupation des sols de la commune, telle qu'elle ressort de la base de données européenne d’occupation biophysique des sols Corine Land Cover (CLC), est marquée par l'importance des territoires agricoles (96,6 % en 2018), une proportion identique à celle de 1990 (96,6 %). La répartition détaillée en 2018 est la suivante : 
terres arables (39,9 %), prairies (34,3 %), zones agricoles hétérogènes (22,3 %), zones urbanisées (3,4 %). L'évolution de l’occupation des sols de la commune et de ses infrastructures peut être observée sur les différentes représentations cartographiques du territoire : la carte de Cassini (XVIIIe siècle), la carte d'état-major (1820-1866) et les cartes ou photos aériennes de l'IGN pour la période actuelle (1950 à aujourd'hui).

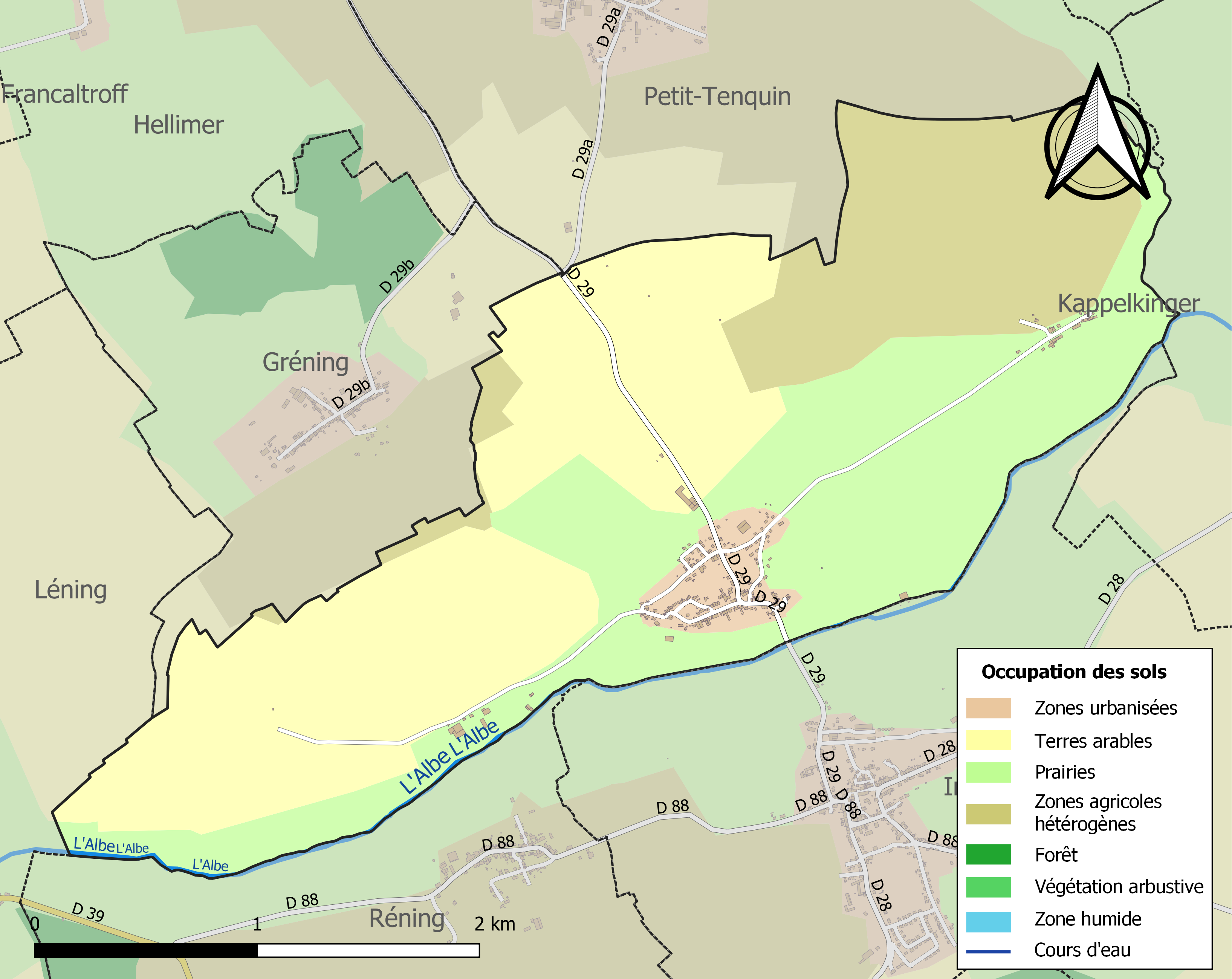
Carte des infrastructures et de l'occupation des sols de la commune en 2018 (CLC).

## Toponymie
- Nelling : Nollingen[15], Nellingen et Nelling en 1751, Nolling en 1801, Nellingen (1871-1918). Nellinge en francique lorrain[16].
- Petit Rohrbach : rorbach (1525), La petite Rohrbach (1681), Heldrorbach/Heldtrorbach (XVIIe siècle), Rorbach (XVIIIe siècle), Klein-Rohrbach (1751). Klän-Roerboch en francique lorrain[16].

## Histoire
Dépendait de l'ancienne province de Lorraine, mairie d'Insming.

## Politique et administration
| Période                                  | Période   | Identité          | Étiquette | Qualité |
| ---------------------------------------- | --------- | ----------------- | --------- | ------- |
| mars 1983                                | mars 1995 | Gilbert Heymes    |           |         |
| mars 1995                                | août 2013 | Christian Clément |           |         |
| novembre 2013                            | En cours  | Christophe Thiel  |           |         |
| Les données manquantes sont à compléter. |           |                   |           |         |

## Démographie
L'évolution du nombre d'habitants est connue à travers les recensements de la population effectués dans la commune depuis 1793. Pour les communes de moins de 10 000 habitants, une enquête de recensement portant sur toute la population est réalisée tous les cinq ans, les populations de référence des années intermédiaires étant quant à elles estimées par interpolation ou extrapolation. Pour la commune, le premier recensement exhaustif entrant dans le cadre du nouveau dispositif a été réalisé en 2004.

En 2022, la commune comptait 262 habitants, en évolution de −0,76 % par rapport à 2016 (Moselle : +0,52 %, France hors Mayotte : +2,11 %).
| 1793 | 1800 | 1806 | 1821 | 1836 | 1841 | 1861 | 1866 | 1871 |
| ---- | ---- | ---- | ---- | ---- | ---- | ---- | ---- | ---- |
| 342  | 366  | 402  | 412  | 460  | 461  | 399  | 392  | 410  |

| 1875 | 1880 | 1885 | 1890 | 1895 | 1900 | 1905 | 1910 | 1921 |
| ---- | ---- | ---- | ---- | ---- | ---- | ---- | ---- | ---- |
| 365  | 341  | 330  | 318  | 304  | 308  | 322  | 316  | 281  |

| 1926 | 1931 | 1936 | 1946 | 1954 | 1962 | 1968 | 1975 | 1982 |
| ---- | ---- | ---- | ---- | ---- | ---- | ---- | ---- | ---- |
| 274  | 254  | 252  | 256  | 256  | 225  | 224  | 210  | 233  |

| 1990 | 1999 | 2004 | 2006 | 2009 | 2014 | 2019 | 2022 | - |
| ---- | ---- | ---- | ---- | ---- | ---- | ---- | ---- | - |
| 235  | 238  | 269  | 285  | 286  | 278  | 263  | 262  | - |

## Culture locale et patrimoine

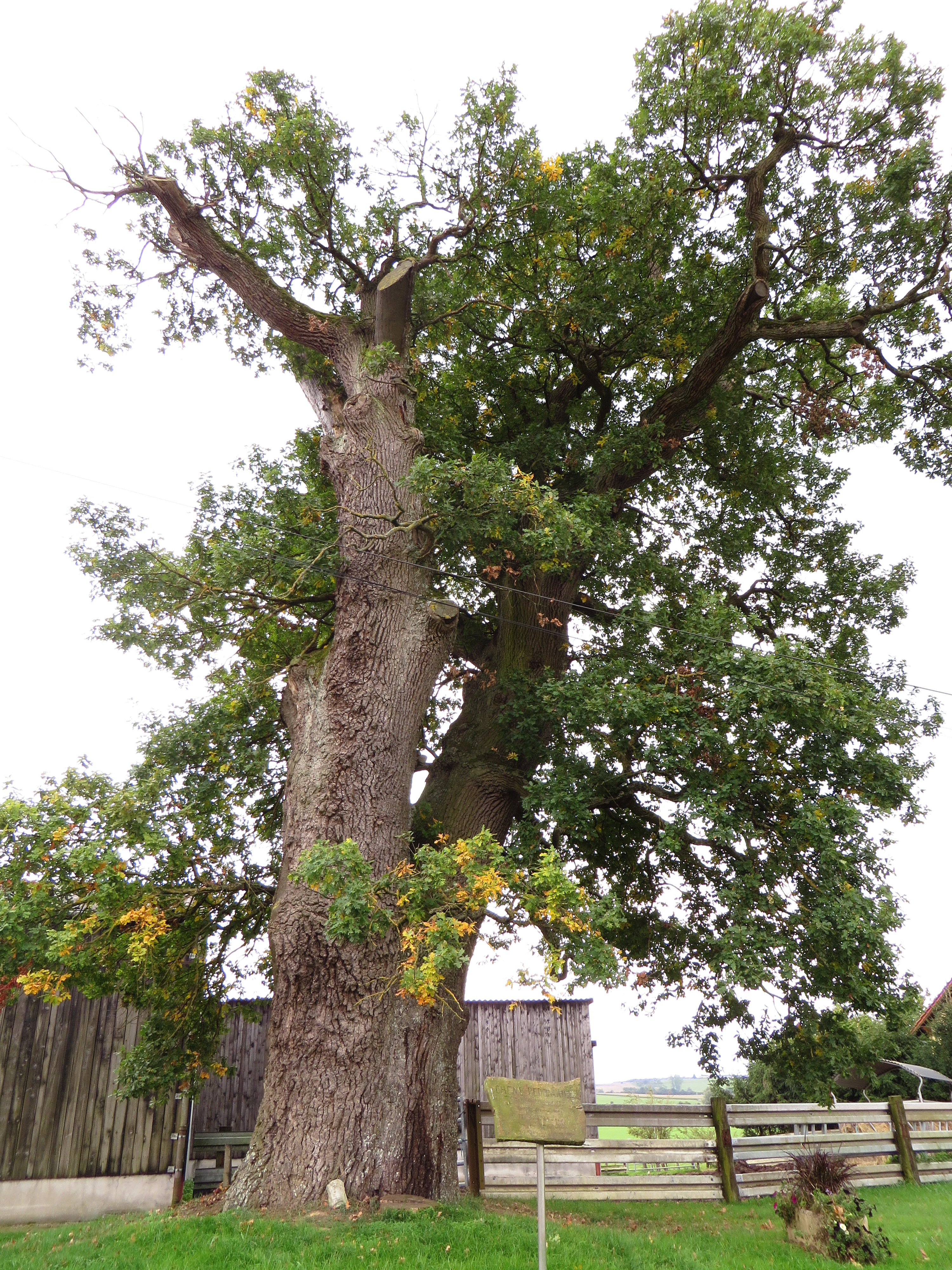
Chêne de Petit Rohrbach.

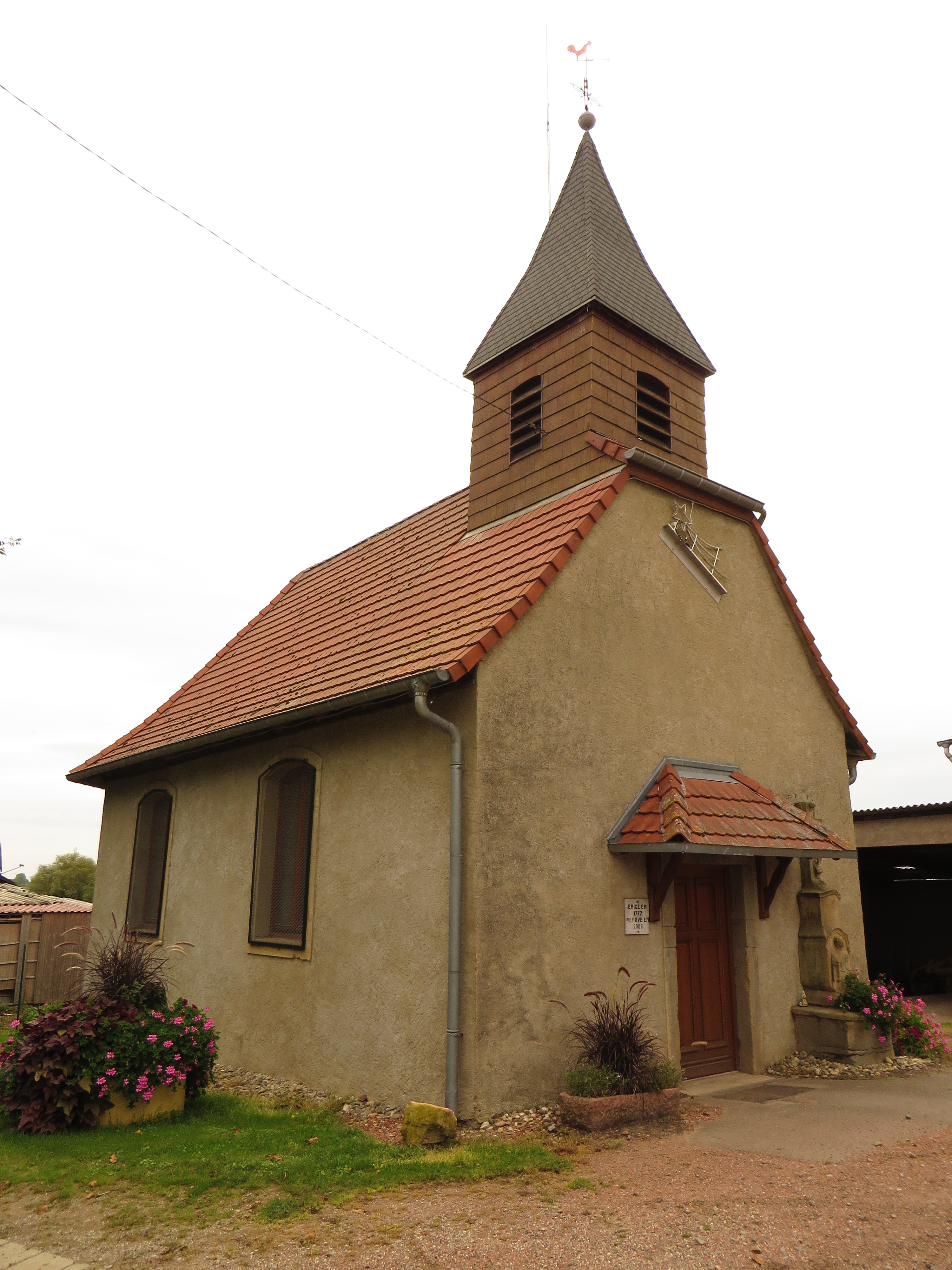
Chapelle Saint-Luc de Petit Rohrbach.

### Lieux et monuments
- Église Saint-Antoine 1740.
- Chapelle Saint-Luc construite en 1777, rénovée en 2003.
- Rattachée à la commune de Nelling, sur l'annexe de « petit Rohrbach » se situe un chêne du XIVe siècle.
- Le Moulin Haut.
- Le Moulin Bas.

### Héraldique
| Blason de Nelling | Blason  | De gueules à la fasce d'argent, au lys de jardin d'argent, tigé et feuillé de sinople issant de la pointe et brochant sur le tout |
| Blason de Nelling | Détails | Le statut officiel du blason reste à déterminer.                                                                                  |